# D. Mona
D. Mona é um projecto criado em Agosto de 2017 pela encenadora e actriz Mónica Kahlo e pela antropóloga e investigadora Sílvia Raposo como um espaço de reflexão e experimentação artísticas.  Assume-se como uma cooperativa pluriartística liderada por mulheres. Entre as produções da companhia, destacam-se os espectáculos O Excêntrico Dalí, O Evangelho de Van Gogh,  Não Kahlo (em espanhol No Kahlo)  e Kusama e Warhol: o maior roubo da pop.  

## A Companhia
D. Mona é um laboratório de experimentação que procura converter as limitações em abordagens estéticas, defendendo que "é preciso dizer rosa em vez de dizer ideia", numa estratégia  poético-performativa de bricolage cultural, inversão de categorias histórico-sociais e nomadismo artístico.
Pode-se ler na descrição do site:
D. Mona situa-se num lugar de fronteira entre a performance, as artes plásticas, a dança contemporânea, a arte literária, a etnografia e o audiovisual. Trata-se de um laboratório que procura pensar e criar o híbrido artístico a partir da ironia, do grotesco e da metamorfose, apresentando uma continuidade com a história marginal da arte que procura instalar aí a subversão através de uma imagética que apela à mistura e à contaminação. Referem a encenadora Mónica Kahlo e a produtora Sílvia Raposo a respeito do projecto:

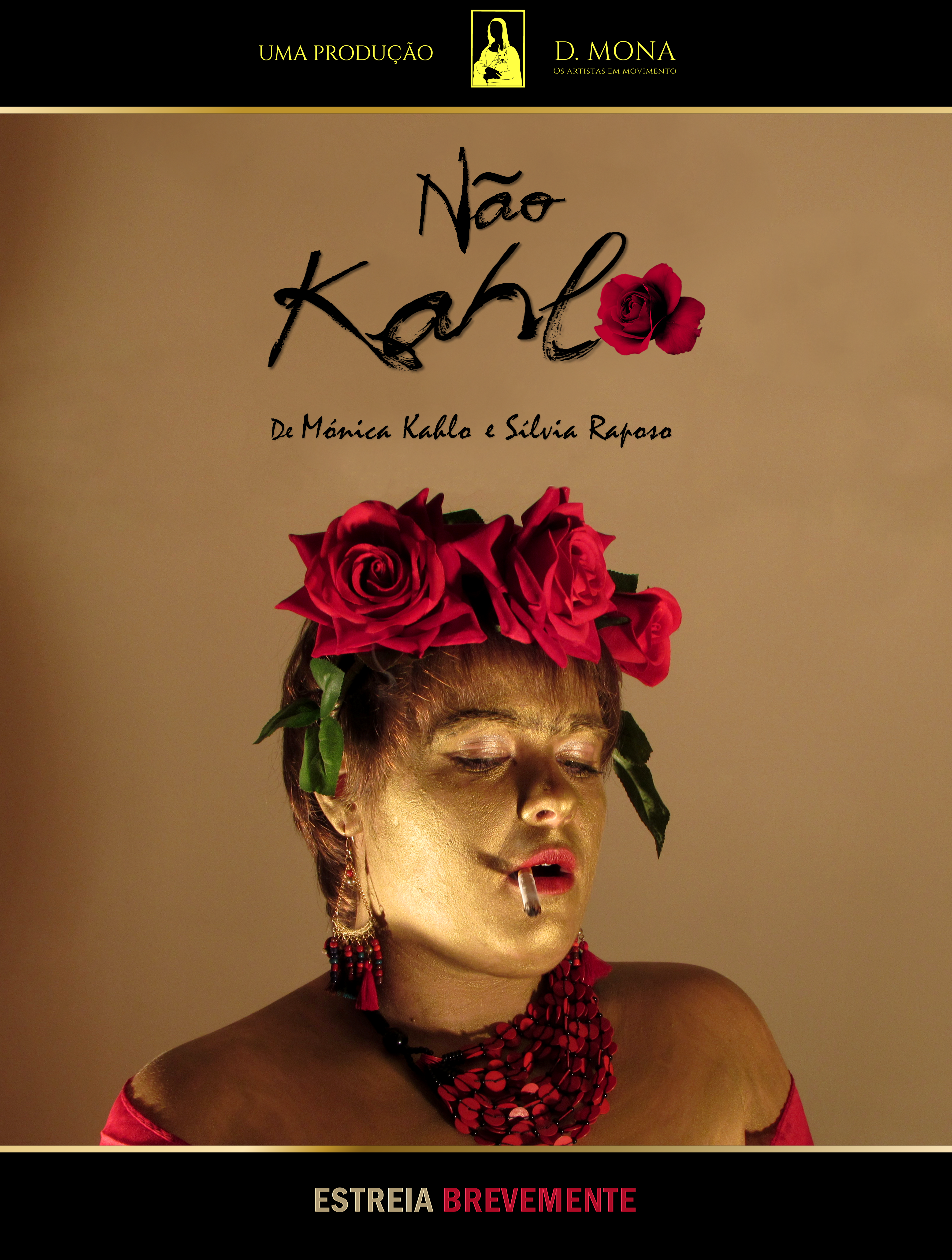
Não Kahlo da Companhia D. Mona

| “ | Queremos parir um tigre, que devore Shakespeare, Brecht, Van Gogh, Artaud, Cicciolina, Rivera, Abu-lughod, Heiner Müller, Monet, Foucault, Fassbinder, Ed Wood, Pina, Gauguin, Stanislavski, Beckett, Frida, Cesariny, Beethoven, Fernando Pessoa e mais os planetas desertos, que também mandam coisas, para os digerir e cuspir na caixa preta. Eis o nosso pós-Pollock pós-moderno! | ” |
|   | — Mónica Gomes e Sílvia Raposo. |   |

## Não Kahlo
Não Kahlo é um espectáculo produzido pelas produções D. Mona, com texto e encenação de Mónica Kahlo e Sílvia Raposo e interpretação de Mónica Kahlo, Sílvia Raposo, Margarida Camacho e Anabela Pires. O espectáculo propõe uma abordagem pluriartística, passando pela performance, as artes plásticas, a dança contemporânea, a arte literária, a etnografia ou o audiovisual. Pode-se ler na sinopse do espectáculo:
| “ | Não Kahlo é canibalista. Comeu a orelha direita de Van Gogh. Não Kahlo é cleptomaníaca. Roubou as rosas de Santa Isabel para adornar os cabelos de Frida. Não Kahlo é contra-hegemónica. Arrancou o bigode de Dali para fazer a peruca de Barloff. Não Kahlo é inconformada. Abriu a vala de Shakespeare para desenterrar a caveira de Yorick. Não Kahlo é amante. As suas criações são exercícios espirituais. Não Kahlo é iconoclasta. Subtraiu um prego à cruz e pregou-o na lista telefónica. Não Kahlo é a acção de se desdobrar em infinitas mulheres. | ” |
|   | — Sinopse. |   |

O espectáculo destaca-se por ser multilingue (falado em português, inglês, francês e espanhol) e dialoga com a noção de «conto-sonho», com o universo non-sense e o mundo onírico criados por Lewis Carrol em Alice no País das Maravilhas (1865) e Alice através do espelho, recriando Alice não como uma sucessão de eventos, mas como uma história que mergulha no universo surrealista, do realismo mágico latino-americano, biográfico e artístico de Frida Kahlo.

### Enredo

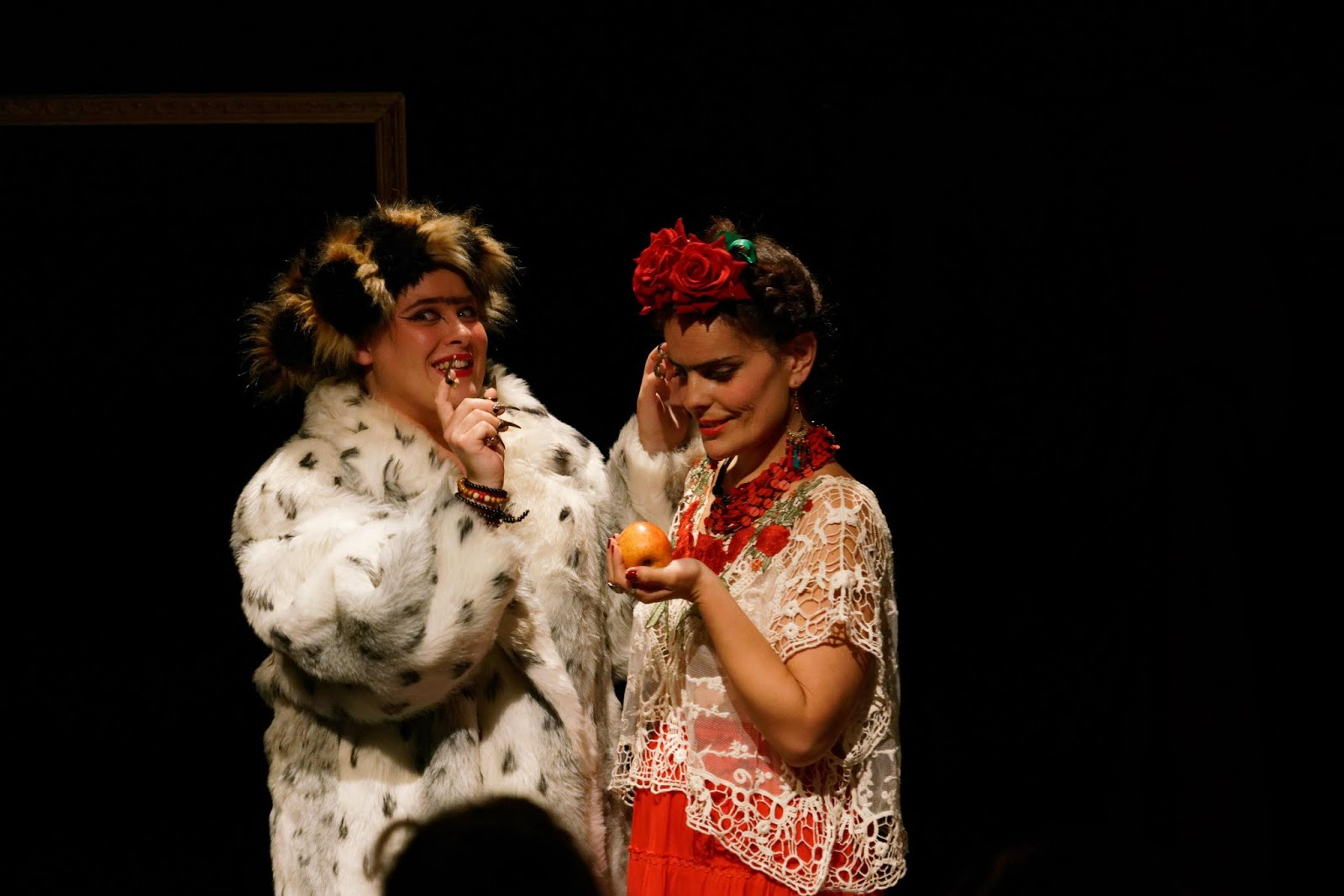
Margarida Camacho e Sílvia Raposo em Não Kahlo, de D. Mona.

O espectáculo conta a história da pintora Frida Kahlo que, ao seguir um coelho apressado, à semelhança de Alice, cai num poço que a conduz a um mundo de fantasia, onde se cruza com criaturas grotescas que problematizam a neurose entediante da rotina dos normais e o mundo incompreendido dos bizarros. Se no início do espectáculo Frida apresenta uma altura desmesurável, ao cair do vestido parece reduzir-se a um tamanho insignificante e apercebe-se que passou por uma série de transformações físicas – perdeu os dedos de um pé, sofreu múltiplas fracturas na coluna e 35 cirurgias, foi-lhe amputada uma perna, possui uma infecção nos rins, fuma, bebe, teve três abortos, mas nunca desistiu tendo-se tornado numa das principais figuras que projectou o cenário das artes latino-americanas para o mundo. Frida sofre sentimentos de estranheza em relação ao seu corpo e espírito, acredita ter-se transformado noutra pessoa, questionando a sua identidade. 
O espectáculo estreou em Maio de 2018 no Centro Cultural Malaposta, em Lisboa, e em Julho de 2018, em Lavapiés, Madrid. Integrou o III Ciclo de Teatro Argentino e estreou-se em Madrid nos dias 06 e 07 de julho de 2018 na sala El Umbral de primavera e integrou o Festival Internacional Clown & Cabaret, subindo à cena na sala El Montacargas. Realizou uma digressão de quase um ano passando por locais como a Casa do Coreto, Teatro Bernardim Ribeiro, Centro Cultural Olga Cadaval, Auditório Municipal Beatriz Costa, EKA Palace, etc. O espectáculo subiu ainda à cena no Teatro da Cantina Velha no âmbito do FATAL Convida e integrou a programação do Dia Internacional dos Museus no Centro Cultural de Cascais.

### Críticas
O espectáculo teve recepção na crítica teatral tanto madrilena como portuguesa, destacado como :
- "Una propuesta valiente y arriesgada, apuesta por la diversidad en la forma y el contenido, la fuerte carga visual y la que se sitúa en un terreno complejo, la propuesta nos ofrece diversos puntos de interés y originalidad, así como un acercamiento a la realidad teatral y cultural de otros países. (...) Más que estar ante una compañía de teatro estamos ante una familia en términos de complicidad, compañerismo y compenetración, algo que se trasmite a los espectadores. "(Crítica Estrella Savirón para a Revista Agolpe de Efecto, Madrid[38]).

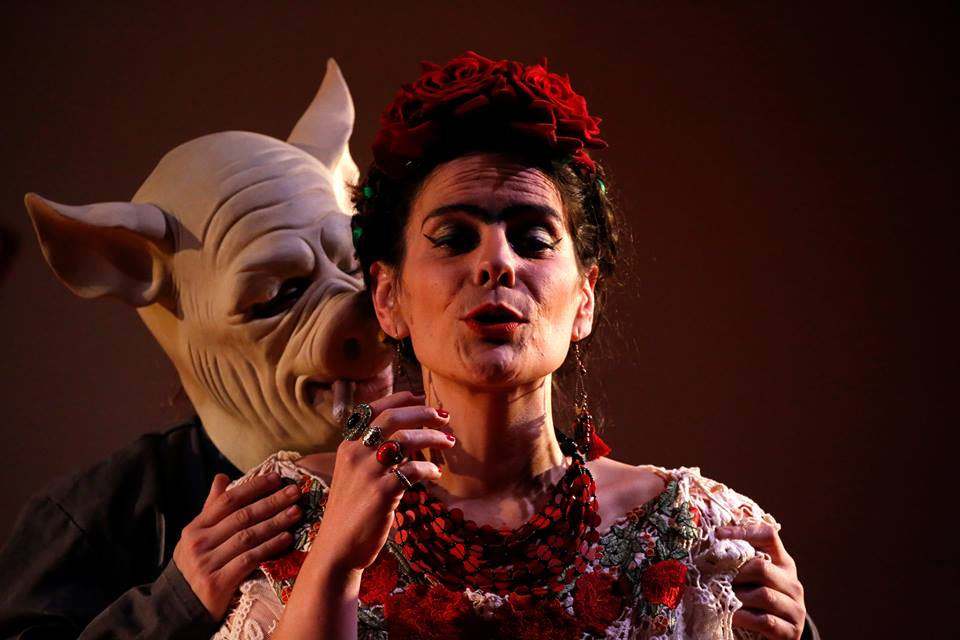
Espectáculo Não Kahlo

- "La compañia portugués D. Mona ... regurgitando mitos para reinventarlos en escena[39]" (Crítico Melones Valle para o Tragycom, Madrid).
- "D.Mona é uma cooperativa que, apesar de recente no panorama cultural português, se afirma já como um laboratório de fusão de experiências culturais, de cruzamento de épocas e artistas e, em suma, de um hibridismo artístico inovador em Portugal." (Crítica Rita Madeira para o Espalha-Factos, Portugal[40]).
- "La compañia portuguesa invitada es D. Mona (…) Una oportunidade única para disfrutar de un teatro al que no tenemos un acesso cercano. Diferentes realidade de países cercanos (fisicamente como es el caso de Portugal) pero de los que casi solo conocemos lo que podemos leer en los medios de comunicación. Este ciclo permite que nos acerquemos un poco más al corazón de las personas que allí habitan y nos demos cuenta de que sus problemas son muy parecidos a los nuestros.[41]” (Revista Godot, Madrid)
- "Una visión muy particular de la pintora mexicana, entre el simbolismo y el nonsense, de Mónica Kahlo y Silvia Raposo, en la que el muralista Diego Rivera, su marido, aparece literalmente con una cabeza de cerdo.  'No Kahlo', dijo la autora, 'sustrae un clavo a la cruz y lo predicó en la guía telefónica'. " (Jornal El Mundo, Madrid[42])

## Kusama e Warhol: o maior roubo da Pop
O espectáculo Kusama e Warhol: o maior roubo da pop aborda a enfermidade psicológica da artista Yayoi Kusama, a sua obsessão com a repetição de padrões e imagens na década de 60 e a sua rivalidade com Andy Warhol, que a pintora acusou de roubo por este ter reproduzido a sua ideia em obras icónicas como Marilyn Monroe, as latas de sopa Campbell ou as garrafas da Coca-Cola. Kusama e Warhol coloca em cena  a forma como a rivalidade entre Yayoi Kusama e Andy Warhol marcou o movimento estético da pop arte colocando enfoque na polémica em torno daquele que foi um dos maiores roubos na história da viragem artística pós-moderna. Pode ler-se na sinopse:
Kusama é obsessiva. Roubou o círculo negro de Malevitch e repetiu-o compulsivamente. Warhol é hipocondríaco. Espirrou em cores Marilyn Monroe nos outdoors de Nova Iorque. Kusama sofre do complexo de Narciso. Falsificou as libras de Inglaterra e timbrou-as com o seu semblante. Warhol está sempre indisposto. Comeu os tomates da sopa Campbell e vomitou-os contra a crítica. Kusama é excêntrica. Calçou o sapato de Joana Vasconcelos para dar um pontapé no príncipe encantado. Warhol é um tanto histriónico. Exagerou a vaca de Marc e imprimiu-a em cor-de-rosa. Kusama é definitivamente impulsiva. Assaltou o closet de Cruella e fez de Grimhilde a sua estilista pessoal. Warhol é psicótico. Copiou o sorriso de Shining e atirou Duchamp e Tzara para a cadeira eléctrica. Kusama e Warhol são… a dupla perfeita. Um quadro. Dois rivais. Várias patologias. Mirror, mirror. Who's the most famous of all?

### Enredo
O espectáculo une a história do famoso conto de fadas Cinderela ao universo da Pop Art, nas figuras da artista japonesa Yayoi Kusama e do artista americano Andy Warhol. Desde uma abóbora que se transforma num trono, um velho cavalete que se transforma num criado ou até mesmo uma fada padrinho são algumas das imagens e eventos que nos levam numa viagem por um universo real e onírico, partindo de um diálogo com o surrealismo, passando pela famosa obsessão com os polka-dots de Yayoi Kusama, a sua relação conflituosa com Joseph Cornell, a estreita amizade com Donald Judd ou a rivalidade com Andy Warhol.  Mas, neste mundo muito pouco encantado, a magia termina sempre à meia-noite....
O texto e encenação foram uma criação de Mónica Kahlo e Sílvia Raposo e o elenco é composto pelas actrizes Mónica Kahlo, Sílvia Raposo, Margarida Camacho e Bárbara Macedo. A peça foi encenada em Lisboa, estreou no Quartel das Artes em Aveiro e no Centro Cultural de Carnide, em Lisboa, dias 7 e 8 de Junho, integrada na programação das Festas de Lisboa'19. Integrou ainda o Festival MENTAL e três festivais internacionais em Madrid e Cantábria em Outubro e Novembro de 2019. O espectáculo integrou o Festival de Teatro Mujeres Que Cuentan'19, em Cantábria (Espanha) um festival que visa dignificar y visibilizar el papel de la mujer creadora y pone en valor el papel de las mujeres en las artes escénicas e estreou em Madrid na sala de teatro Bulúlú, continuando a sua digressão em Madrid pelo teatro El Montacargas e terminando a gira na sala El Umbral de Primavera, no âmbito do V Ciclo de Teatro Argentino .

### Críticas
- La propuesta recuerda al teatro que se hacía en Madrid en los años 70, donde en algunos entornos ‘off’ se daba rienda suelta a la experimentación, a la búsqueda de nuevos lenguajes narrativos, etc., esta experimentación la podemos apreciar en todo el conjunto de la propuesta y especialmente, en la caracterización y construcción de los personajes, la excentricidad de las formas, la expresividad y el alto tono de voz, el histrionismo de algunos personajes, el uso de colores ácidos en el vestuario combinados con el negro (marcando la personalidad de cada personaje y ajustándose a la estética de la cultura pop), construyendo con todo ello, un universo pop único y muy personal. (…) La compañía D.Mona en esta vuelta a la escena madrileña ha presentado una propuesta radicalmente opuesta a su anterior puesta en escena (NO KAHLO) en una propuesta arriesgada, excéntrica, casi psicodélica y algo caótica. (…) Una propuesta arriesgada y loca para mentes abiertas (Estrella Savirón para a Revista de crítica teatral Agolpedeefecto.com)[70].
- Una suerte de clown renovado muy del gusto del teatro contemporáneo mas arriesgado e innovador (Jornal La Vanguardia, Madrid)[71]
- Sobe o pano imaginário e logo na obscuridade inicial do espetáculo se pressente a presença da imagem de marca D. Mona, que se caracteriza por um vasto e meticuloso trabalho de pesquisa ligando factos, personalidades e historias que à primeira vista parecem improváveis, usando como argamassa uma criatividade elucidada. Embrulhado em discurso de cariz surrealista, a representação em palco é uma dança bem concebida entre a utopia e as biografias convencionais de Kusama e Wharhol. A itinerância pelos diferentes polos habitacionais do pais é mais um argumento de peso para apreciar e aplaudir o empenho, a genialidade interpretativa e as ideias inovadoras e arrojadas dos elementos que fazem parte das produções D. Mona (Amélia Monteiro para o Acontece em Lisboa, Lisboa)[72].

## O Evangelho de Van Gogh
O Evangelho de Van Gogh tem encenação de Mónica Kahlo e Sílvia Raposo, concepção e criação de figurinos por Helena Raposo com colaboração da artista plástica Élia Ramalho e conta no elenco com Mónica Kahlo, Sílvia Raposo, Patrícia Borralho e Angela Canez.

O Evangelho de Van Gogh une a história do pintor pós-impressionista Vincent Van Gogh, com o seu espírito artístico irreverente, aos universos fantásticos do texto gnóstico Pistis Sophia, à Dismaland, de Bansky, e ao evangelho de Maria Madalena. O espectáculo é um evangelho de imagens, catastroficamente feminino: a maçã envenenada da Branca de Neve é a mesma que beijou os lábios de Adão, a cruz de Cristo é aquela que crucifica a mascote da McDonalds, a lua pintada por Gogh é a que foi pisada pelo astronauta James Irwin, e, por fim, as palavras vibrantes de Sophia (Deusa da Sabedoria) transformam o jardim do Éden num parque de diversões.  O espectáculo é multilingue, falado em português, espanhol, inglês, taitiano e neerlandês. Pode ler-se na sinopse:
O evangelho de Van Gogh é herege. Raspou a tinta das escrituras para pintar A noite estrelada. O Evangelho de Van Gogh é erótico. Seduziu Paul Gauguin num campo de girassóis. O Evangelho de Van Gogh é astuto. Usou os paus do micado para desenhar os contornos de Eva. O Evangelho de Van Gogh é instintivo. Arrancou o sagrado coração e escondeu-o na caixa do Monópolio. O Evangelho de Van Gogh é intrigante. Transformou em batatas o pão da última ceia e travestiu os apóstolos em camponeses do Ródano. O Evangelho de Van Gogh é arrojado. Sentou bisnagas de cores na roda gigante de Bansky. O Evangelho de Van Gogh é subversivo. Licitou as cadeiras de Mabunda e restaurou-as num quarto em Arles. O evangelho de Van Gogh é vorazmente feminino. Veste em venús de Botticelli um fato Emporio Armani. O evangelho de Van Gogh vive às escuras numa neblosa pós-impressionista com a qual só podemos contactar como amantes de olhos fechados e lâmpadas nos dedos e na boca. As apóstolas de Van Gogh pedem perdão pelo inconveniente, but this is a revolution.
A primeira leitura encenada do espectáculo sobe à cena no Salão da Frida, em Coimbra, sendo passado em live-streaming na Rádio Movimento e nas redes sociais do salão da Frida. O espectáculo estreou a 6 de Junho '20 no Centro Cultural de Carnide, inserido na programação das Festas de Lisboa'20, tendo passado pela sala madrilena Teatro Bulúlú e pelo famoso palco de La Cuadra de Sevilha no Távora Teatro Abierto. O espectáculo esteve ainda nomeado ao Prémio de Teatro Nazario, em Sevilha.

## O Excêntrico Dalí
O Excêntrico Dalí é uma criação de Mónica Kahlo e Sílvia Raposo que trouxe a cena o famoso pintor catalão Salvador Dalí, com o seu famoso bigode proeminente e disposição para causar polémica. O espectáculo estreia a 29 de Outubro de 2021 na Casa do Coreto, em Carnide, seguindo para digressão nacional e regressa a Portugal no Centro Cultural de Carnide em Fevereiro de 2022. Lê-se na sinopse:
O Excêntrico Dali é  o D. Quixote da irrealidade. Rouba a mulher a Eluard e ergue-lhe um castelo para elevar o capricho às dimensões de sistema. O Excêntrico Dali é eroticamente casto. Agita o seu bastão como uma varinha mágica e reúne a máfia do snobismo internacional em cada capital. O Excêntrico Dali é um perito gastronómico. Instala um pão de 15 metros nos jardins do Palácio de Versailles e ao pequeno-almoço mergulha o bigode em leite. O Excêntrico Dali é morfologicamente monárquico. Tem um affair com  Garcia Lorca, o mais espanhol da sua época e mais simbólico dos mortos enquanto fantasia com as brancas e apertadas nalgas de Hitler. O Excêntrico Dali é o próprio surrealismo. Vê em Breton um pavão inchado de intelecto, em Matisse um pintor de algas na sopa, em Cézanne o exemplo da decadência, em Miró admirava-lhe apenas o smoking e assume-se o salvador da pintura moderna. O Excêntrico Dali é... isso mesmo: Excêntrico. Mergulha notas num copo de whisky, traveste as roupas de Coco Chanel e acredita que a caca vale ouro. O Excêntrico Dali é a personagem mais heróica e prodigiosa do seu século. Viveu a 1ª Guerra Mundial, a Guerra Civil Espanhola, a Bomba de Hiroshima e a independência da Catalunha a deliciar-se com patê de pato, uvas e ostras naquele que diz ser o período mais feliz da sua vida. No fundo, o Excêntrico Dalí é  horrorífico e soberbo. Um clássico daqueles com Michelangelo na capela e Sigmund Freud in the yard. 

## O Gato Comeu-te a Língua
O Gato Comeu-te a Língua foi um programa de rádio produzido pela equipa D. Mona que procurou agitar o underground artístico português, numa parceria com a Rádio Movimento em Portugal e a rádio a Bordo em Madrid. O programa ia para o ar todas as quintas-feiras, entre as 22h00 e as 23h00 e visava abordar as mais diversas temáticas do mundo da Arte. A guiar a emissão contou com Mónica Kahlo e Sílvia Raposo, das Produções D. Mona. 
O episódio-piloto foi para o ar no  dia 26 de Setembro de 2019,  sendo que Miguel Damião, Filipe Sambado, Rui Vilhena, Nacho Gomez, Noémia Costa, Matamba Joaquim, Eshani Lasya, Paulo Pascoal, Adriano Reis, Mindbizarre, Ivo Soares, Linda Valadas, Vitorino Coragem, Amélia Monteiro, Jocka Carvalho, Anna Carvalho, Adriano Reis, Maria João Trindade ou Ana Enes foram alguns dos convidados das emissões de Setembro de 2019 a Março de 2021.

## Artigos e resenhas
- SAVIRÓN, Estrella (2019), «KUSAMA Y WARHOL (EL MAYOR ROBO DEL POP) DE PRODUCCIONES D. MONA», Em Agolpe de Efecto [Teatral Review]
- MONTEIRO, Amélia (2018), Não Kahlo, Em Acontece em Lisboa [Teatral Review]
- SAVIRÓN, Estrella (2018), «NO KAHLO DE LA COMPAÑÍA D. MONA.», Em Agolpe de Efecto [Teatral Review]
- MADEIRA, Rita (2018), Não Kahlo: um encontro performativo de mundos surrealistas que regressa agora a Lisboa, Em EspalhaFactos [Teatral Review]
- RAPOSO, Sílvia (2019), "No Kahlo: entre a «Estética Frankenstein» e a morte de Deus", Em Revista Perifèria, Vol. 24, Núm. 1. [Artigo]
- MONTEIRO, Amélia (2019), Kusama e Warhol: o maior roubo da pop, em Acontece em Lisboa [Teatral Review]
- RAPOSO, Sílvia (2018), “Entre mujahidins e fantasmas: a improvisação e o corpo-arquivo como microcosmo do conflito Sírio”, Em Eikon – Journal on Semiotics and Culture, nº 3, Abril, pp.67-83 [Artigo].
- RAPOSO, Sílvia (2018), "Os desaparecidos, os fantasmas e o corpo como arquivo: Analisando o conflito sírio na performance contemporânea", Em Sociologia Online, n.º 15, dezembro 2017, pp. 71-100 [Artigo].

## Galeria

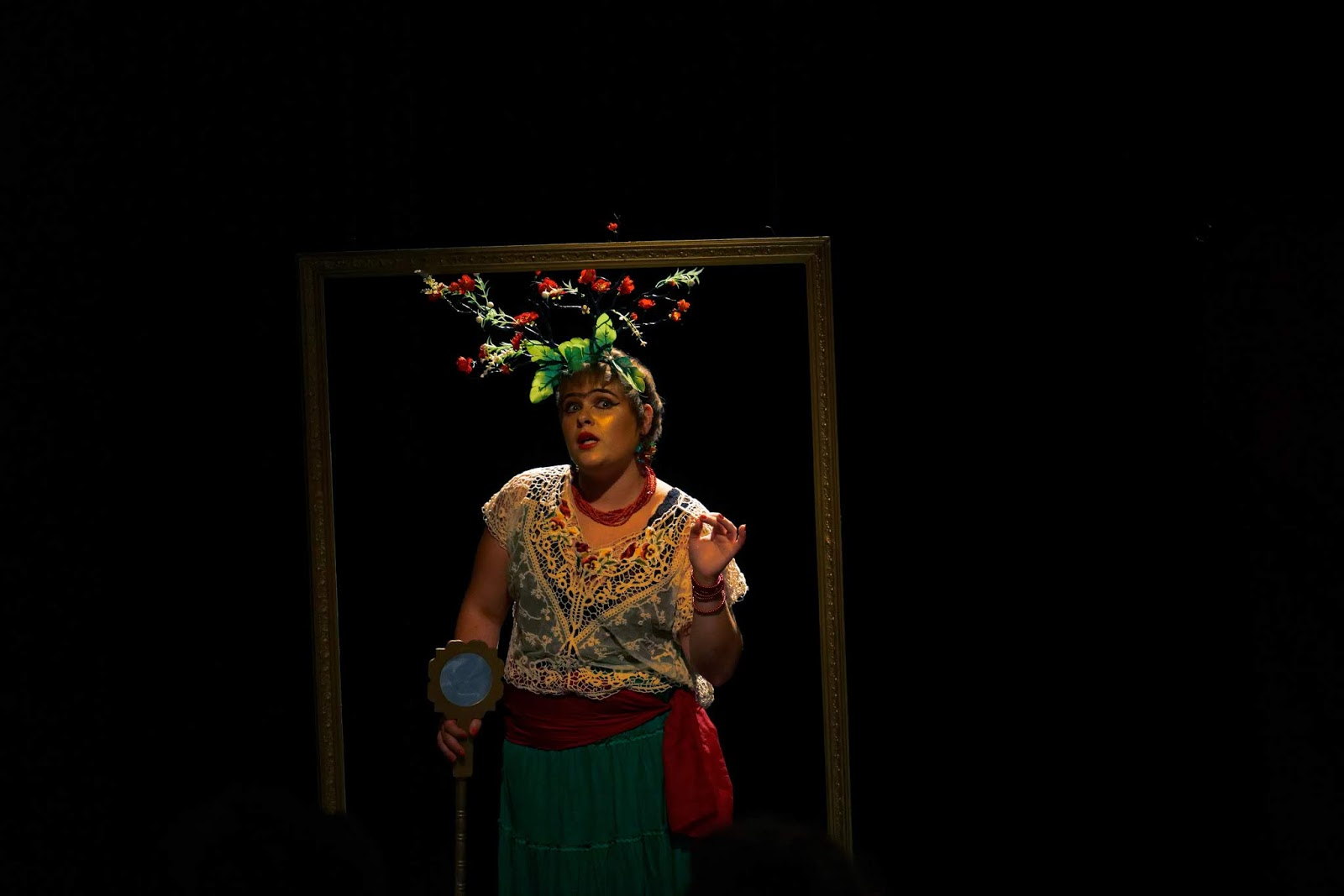
Espectáculo Não Kahlo.
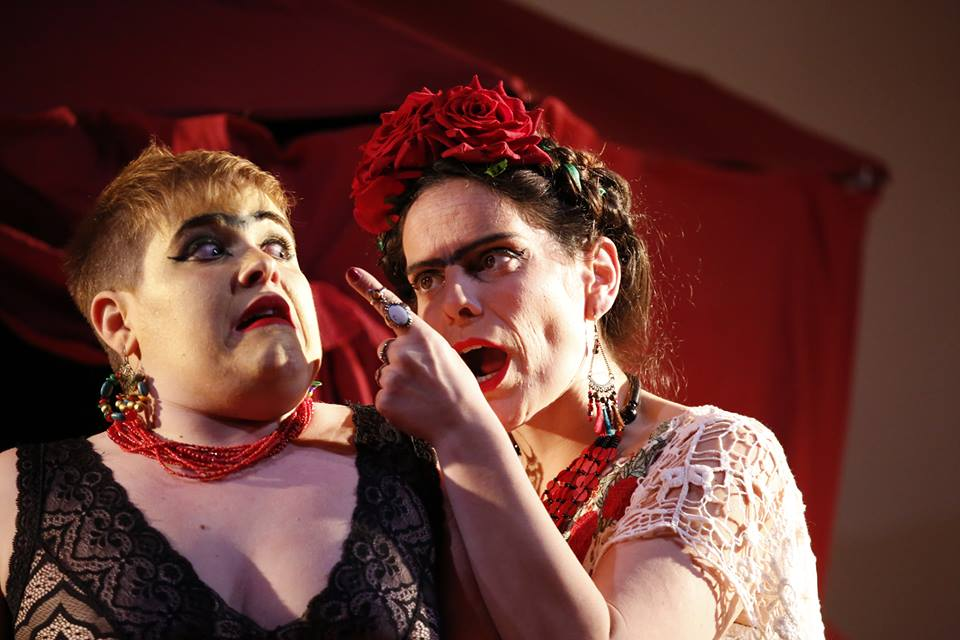
Espectáculo Não kahlo
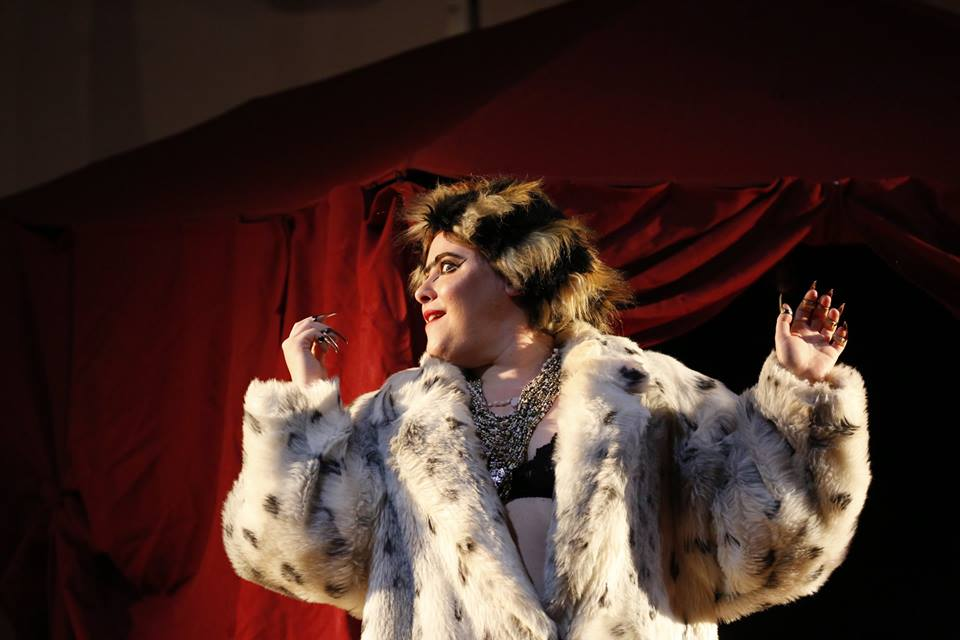
Espectáculo Não Kahlo.
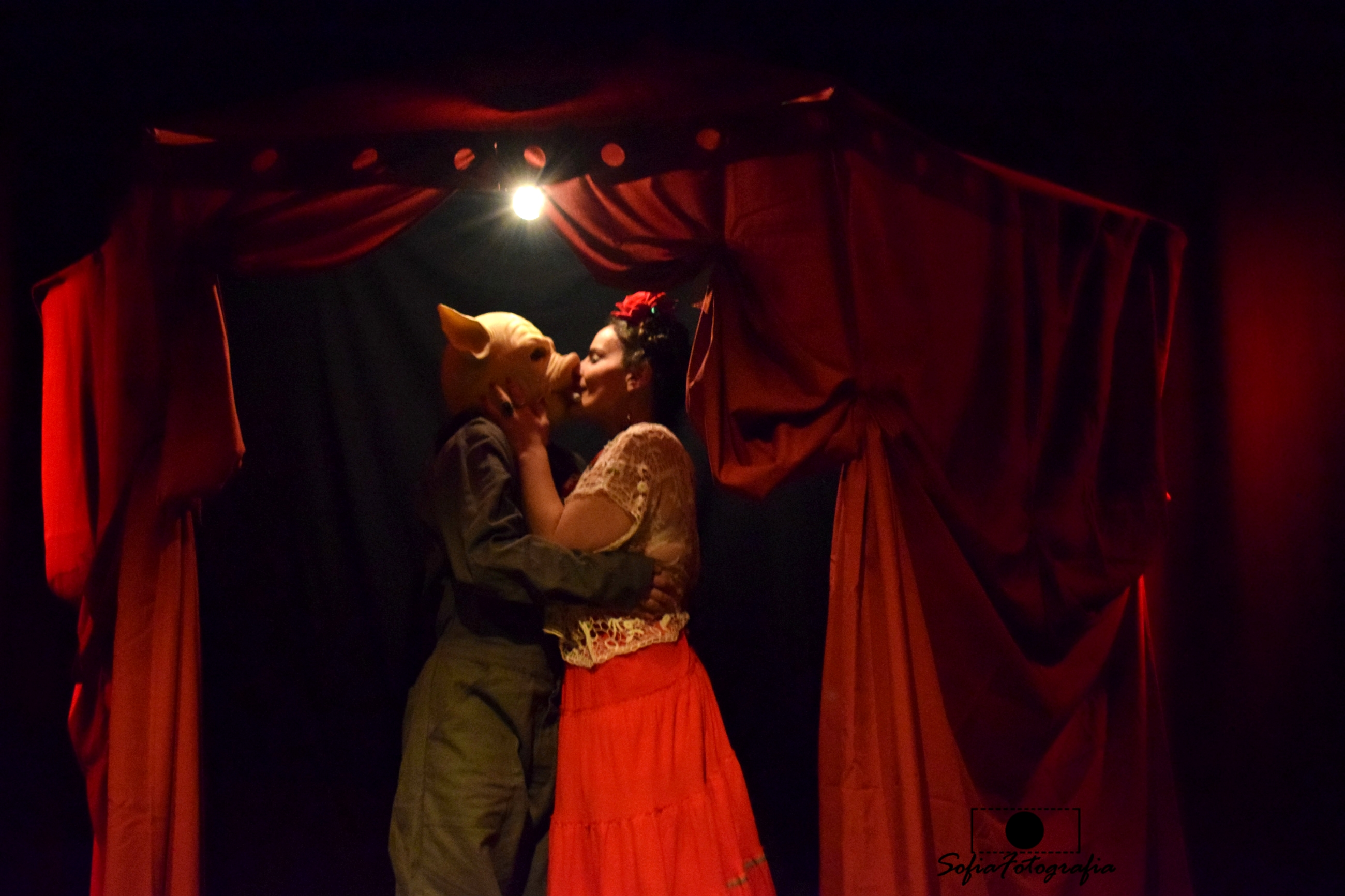
Espectáculo Não Kahlo.
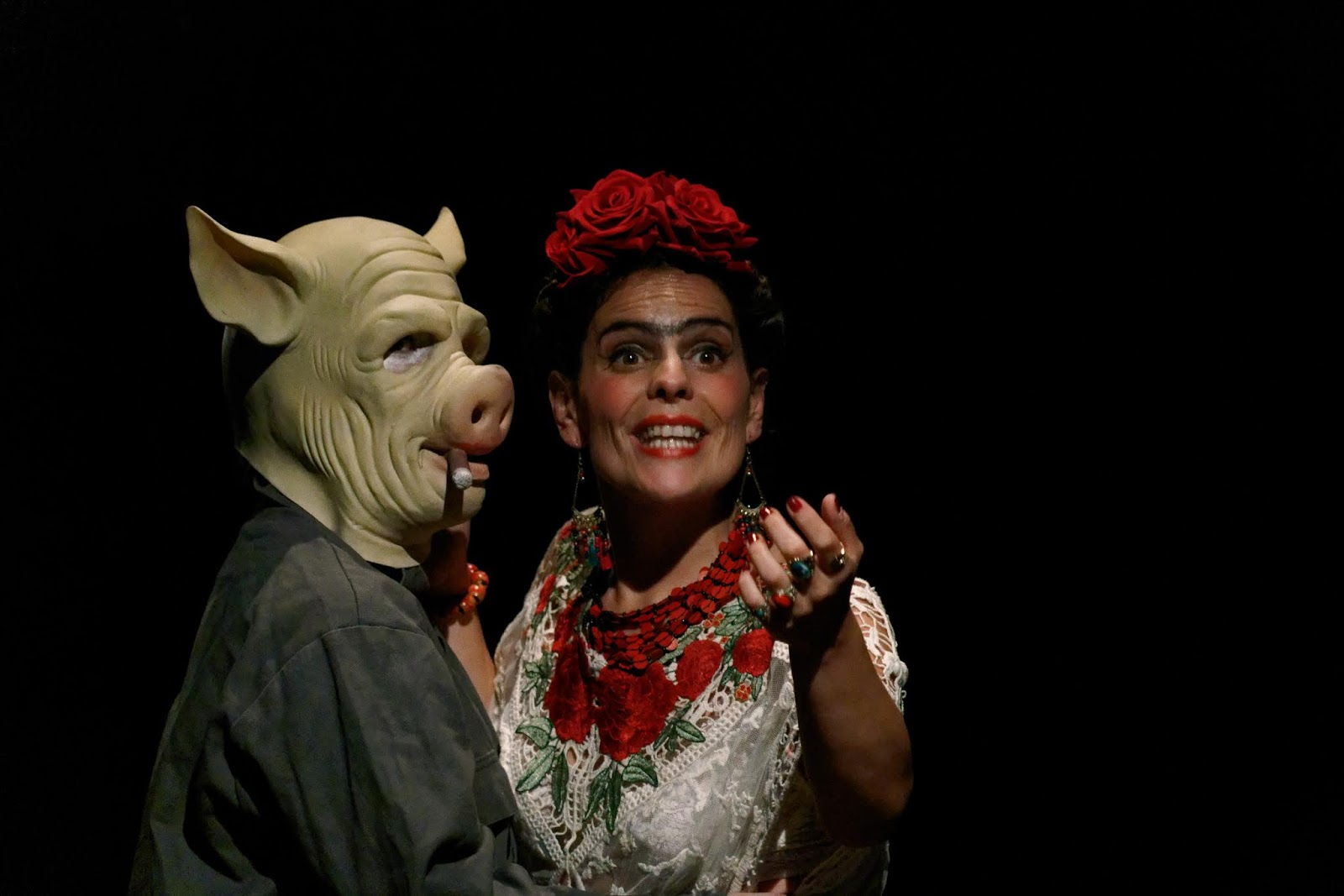
Espectáculo Não Kahlo.
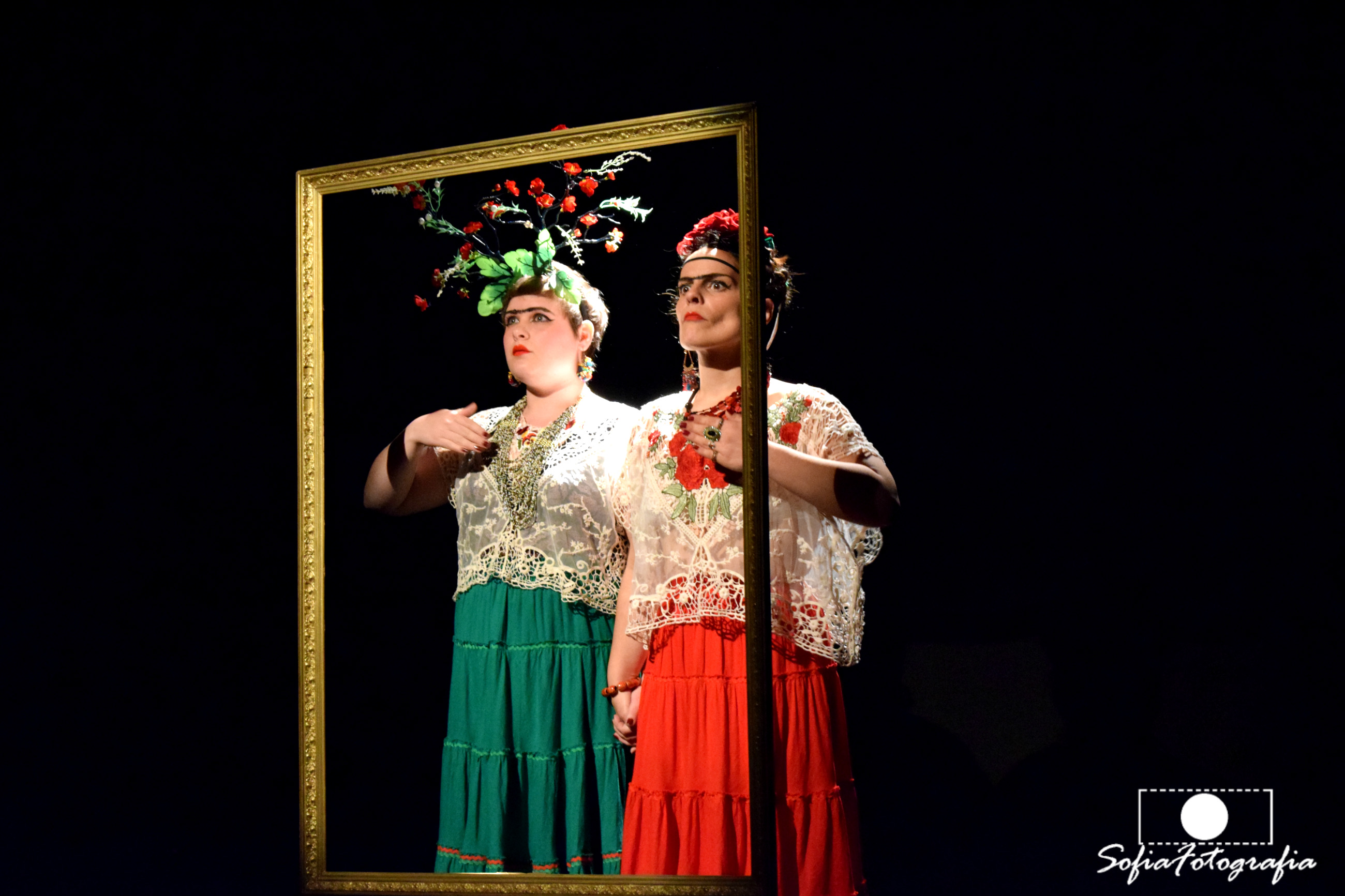
Mónica Kahlo e Margarida Camacho no espectáculo Não Kahlo.
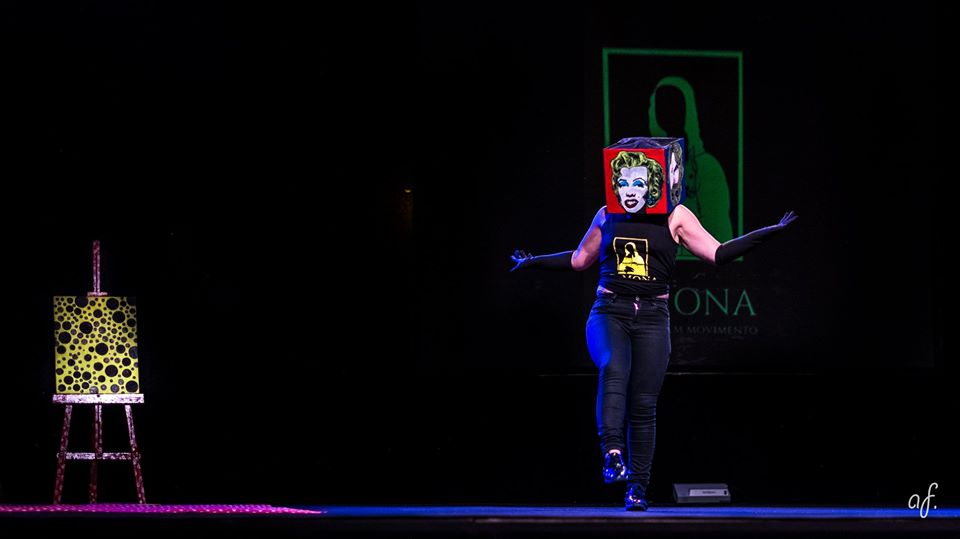
Espectáculo Kusama e Warhol.
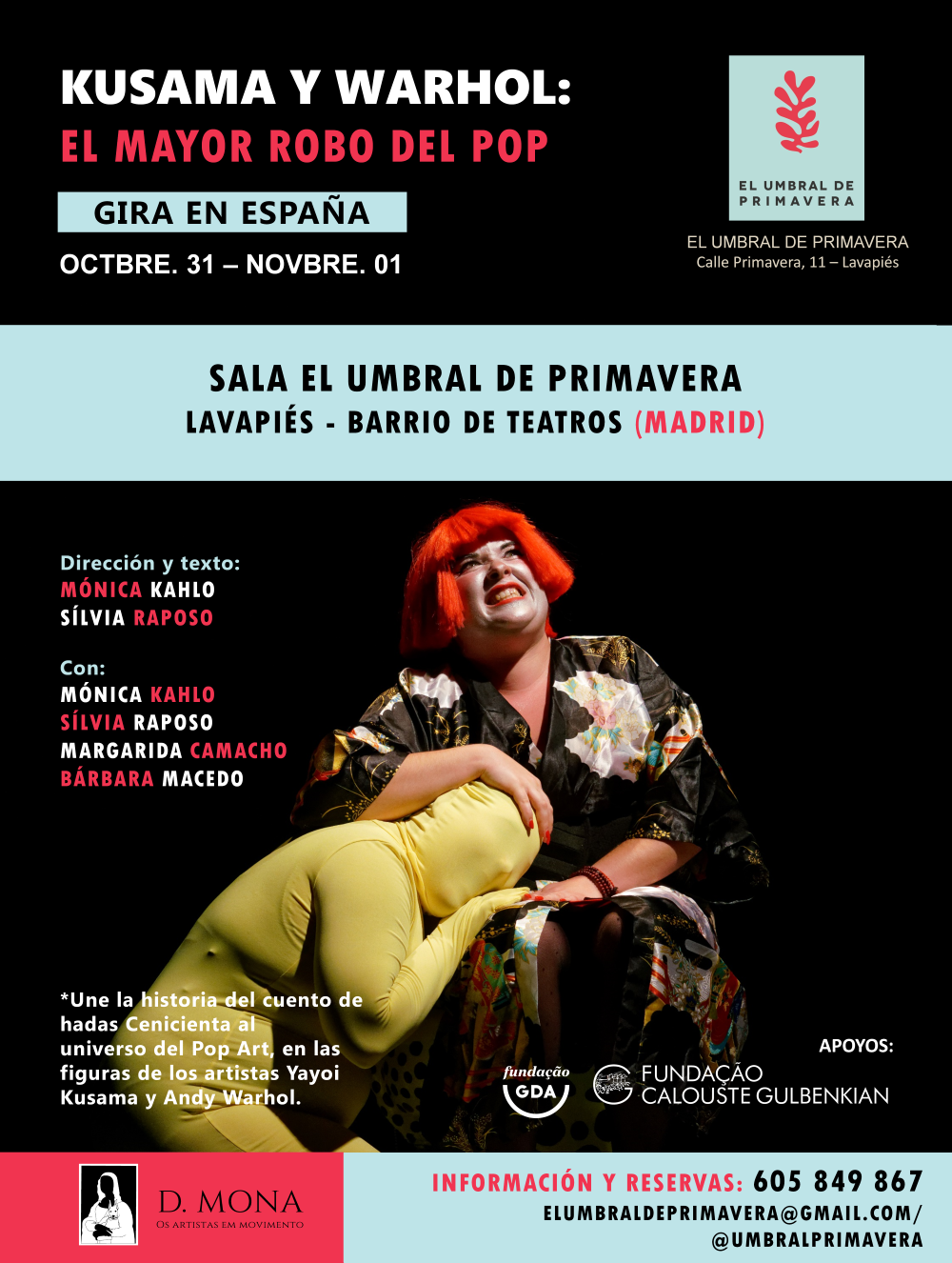
Espectáculo Kusama e Warhol tournée internacional
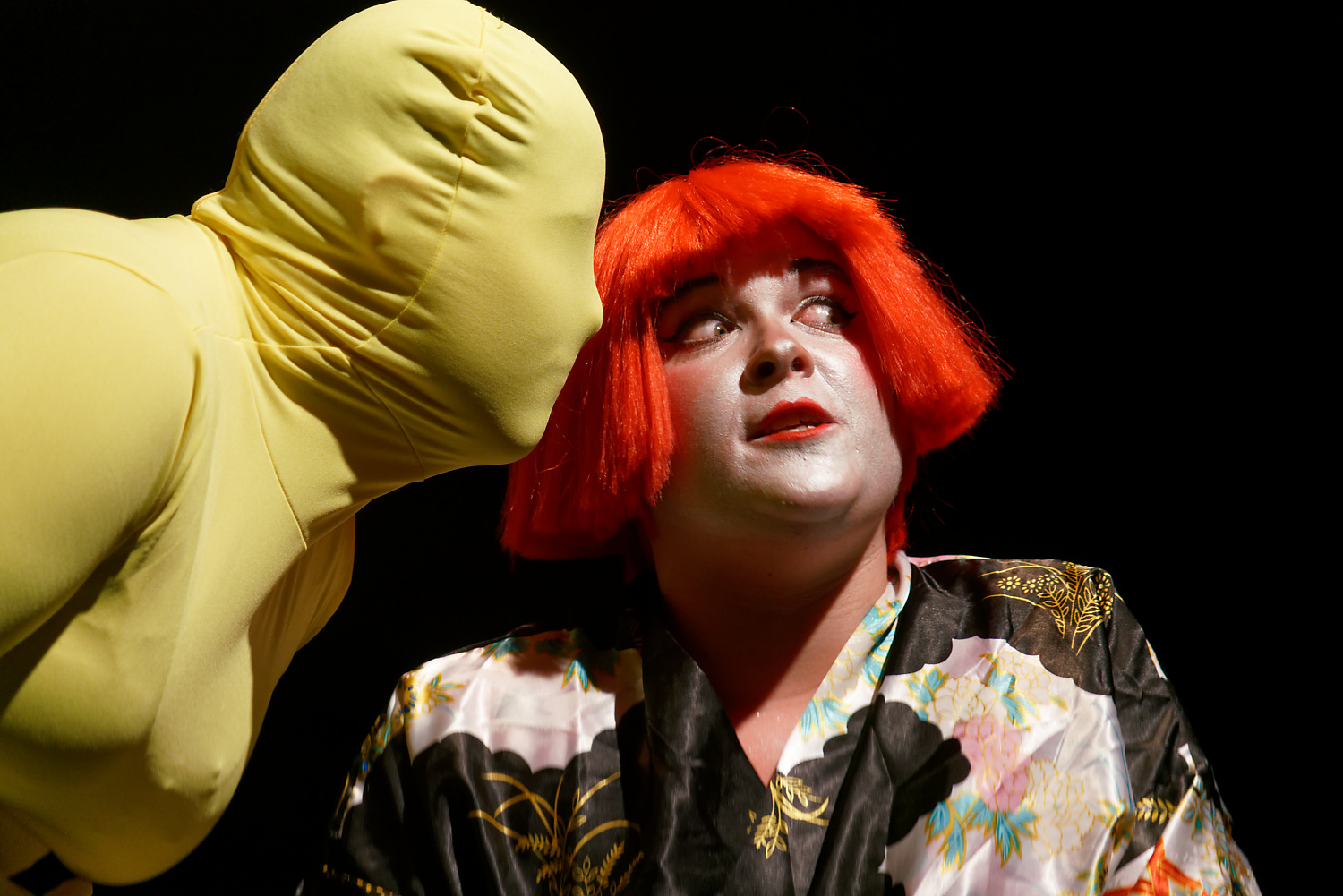
Espectáculo Kusama e Warhol.
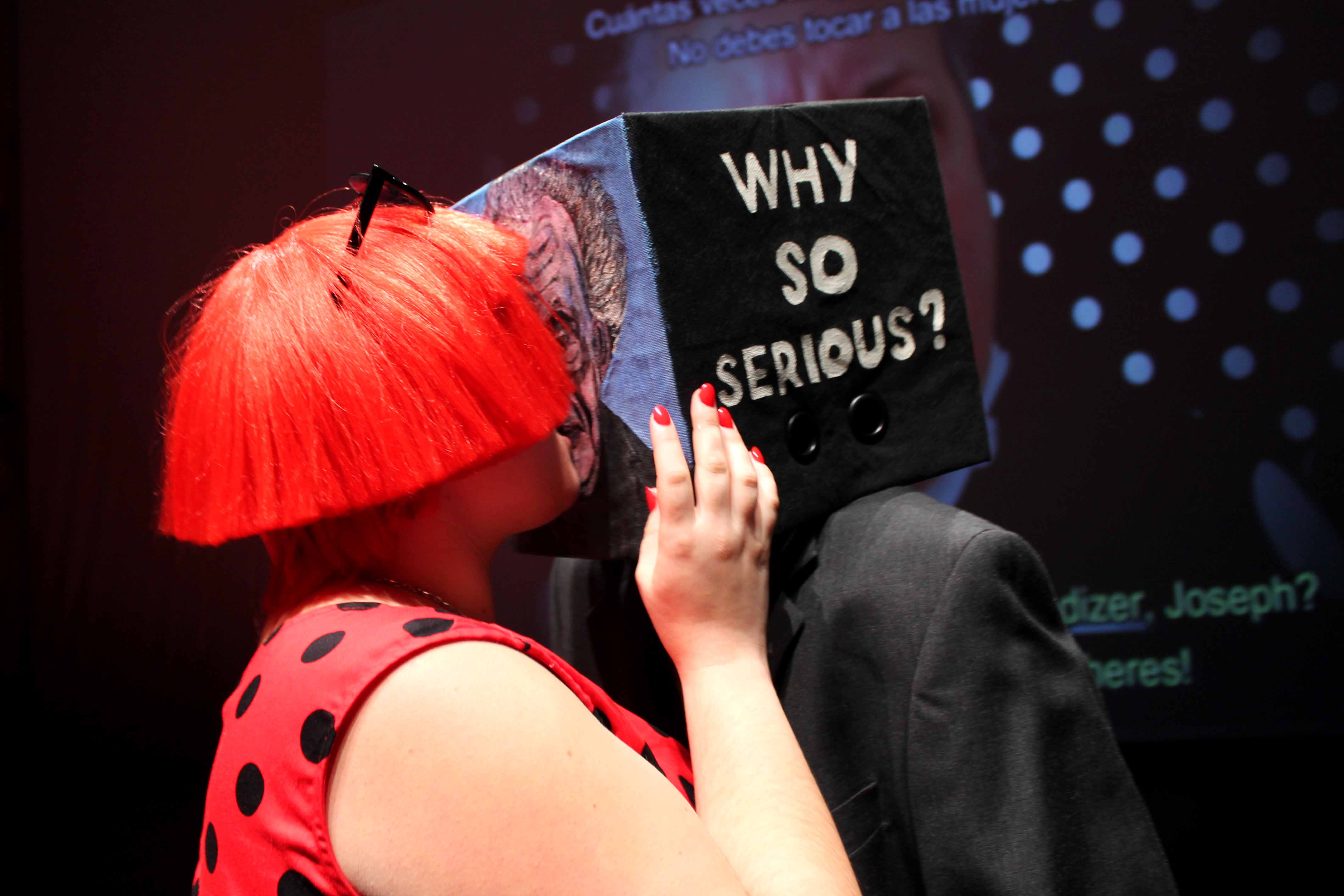
Espectáculo Kusama e Warhol.
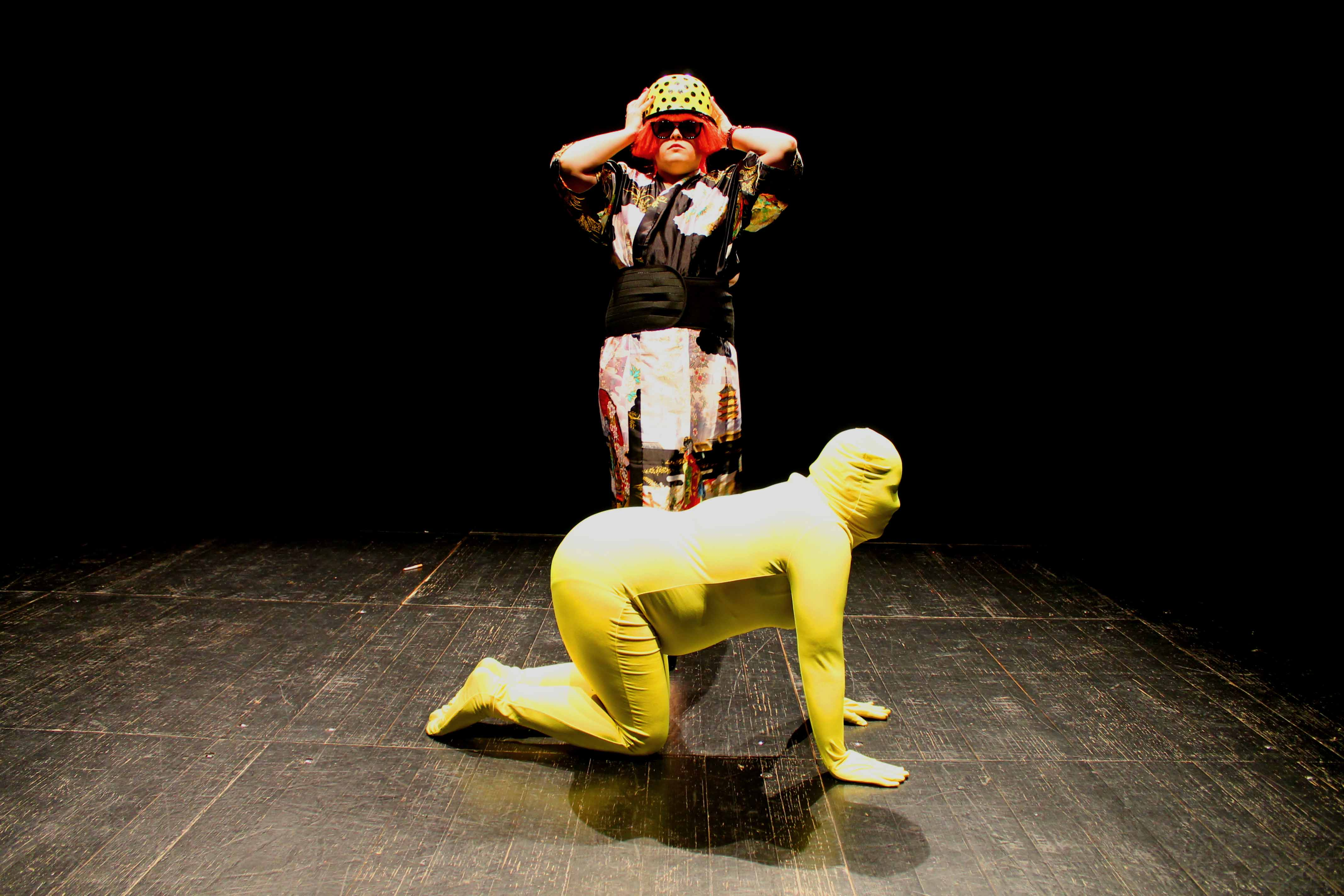
Espectáculo Kusama e Warhol das produções D. Mona.
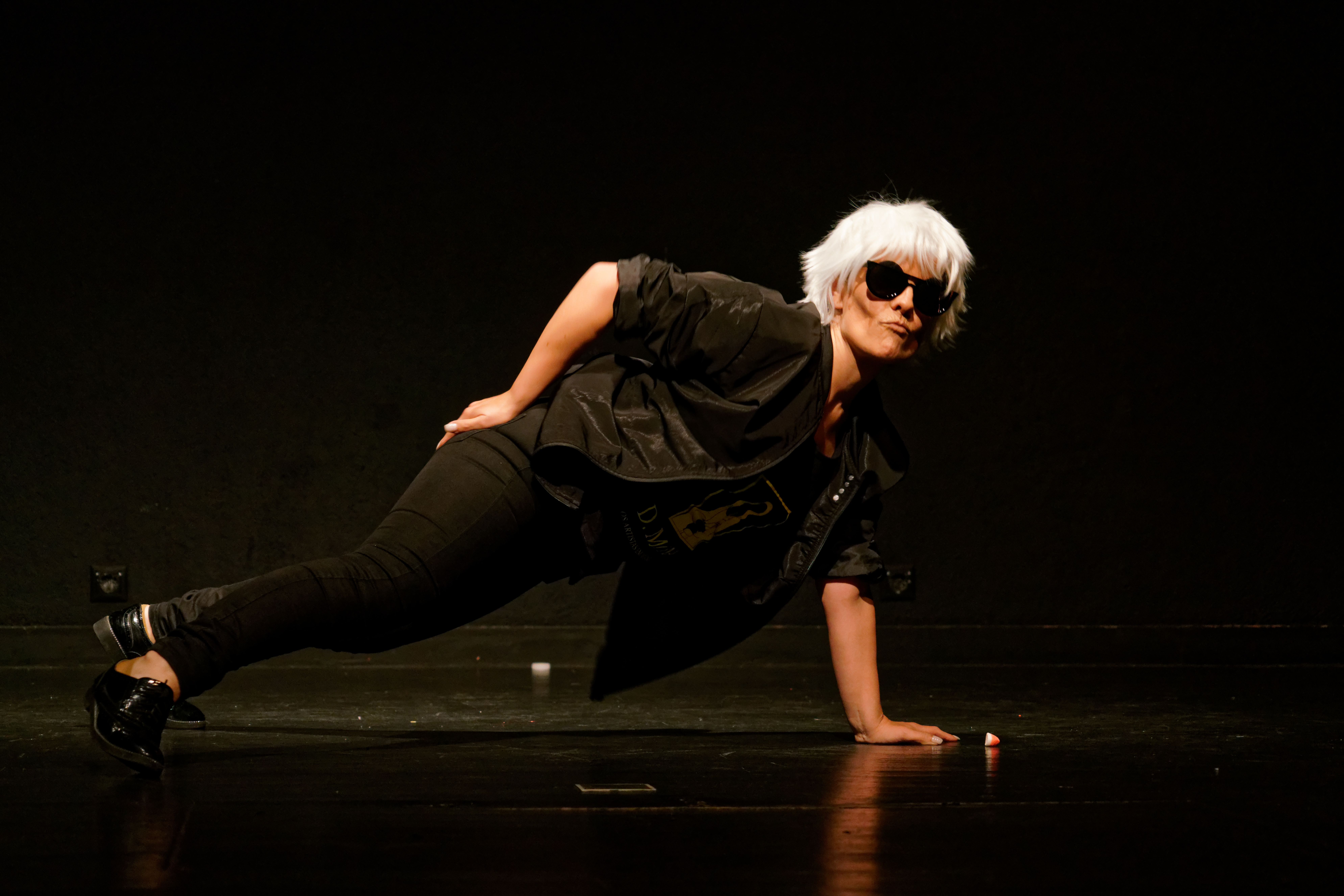
Espectáculo Kusama e Warhol.
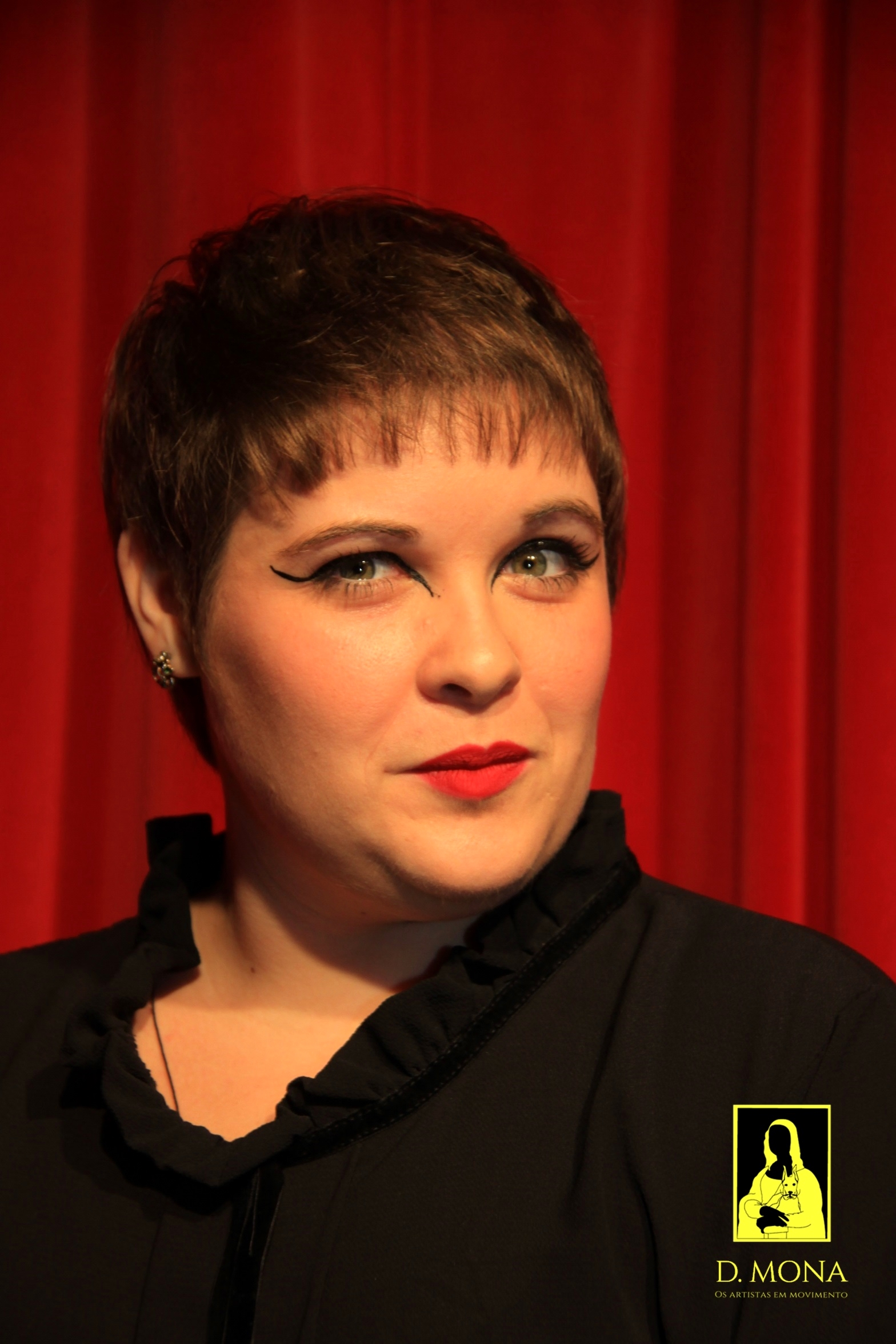
Mónica Kahlo, fundadora da companhia D. Mona
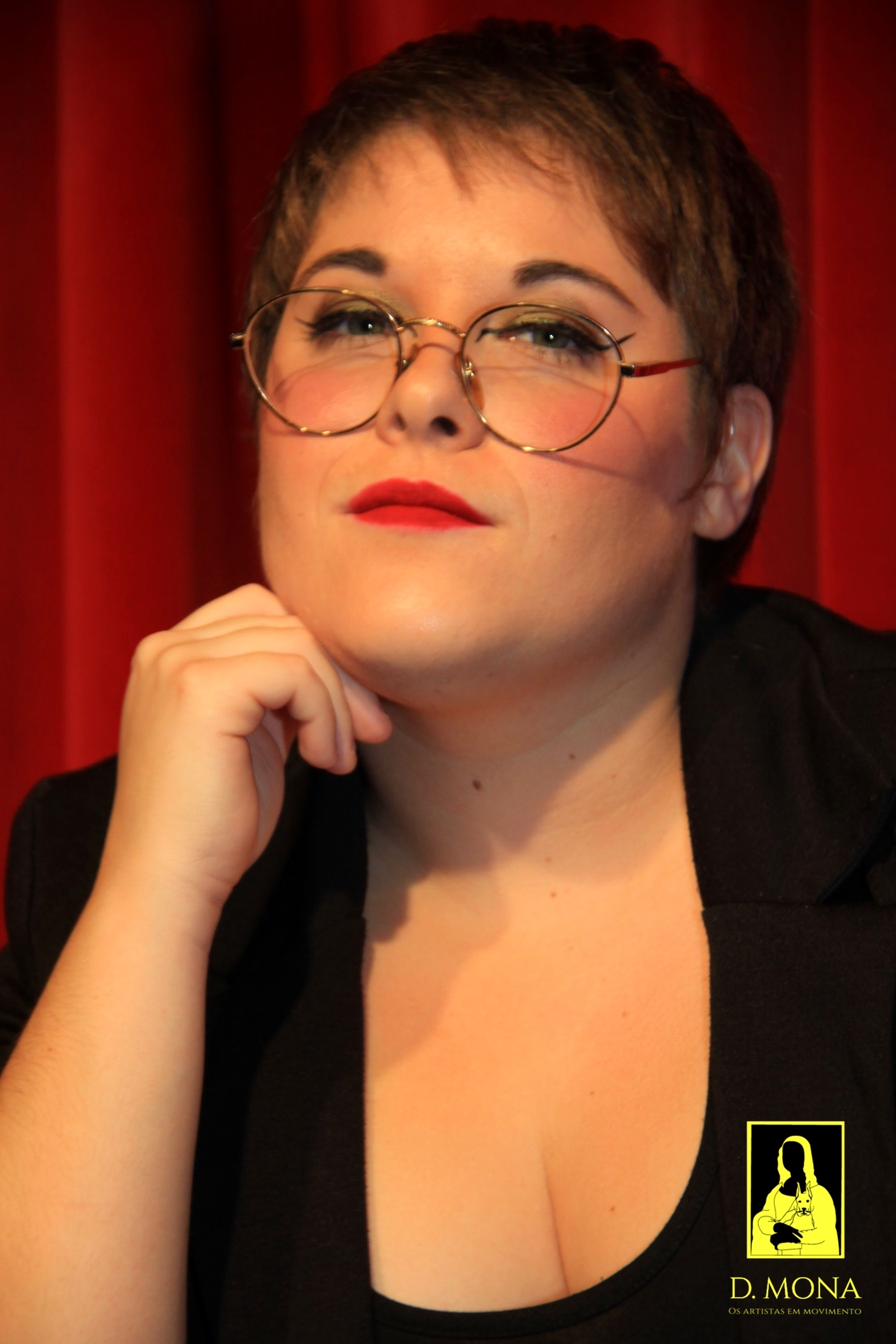
Sílvia Raposo, fundadora da companhia D. Mona
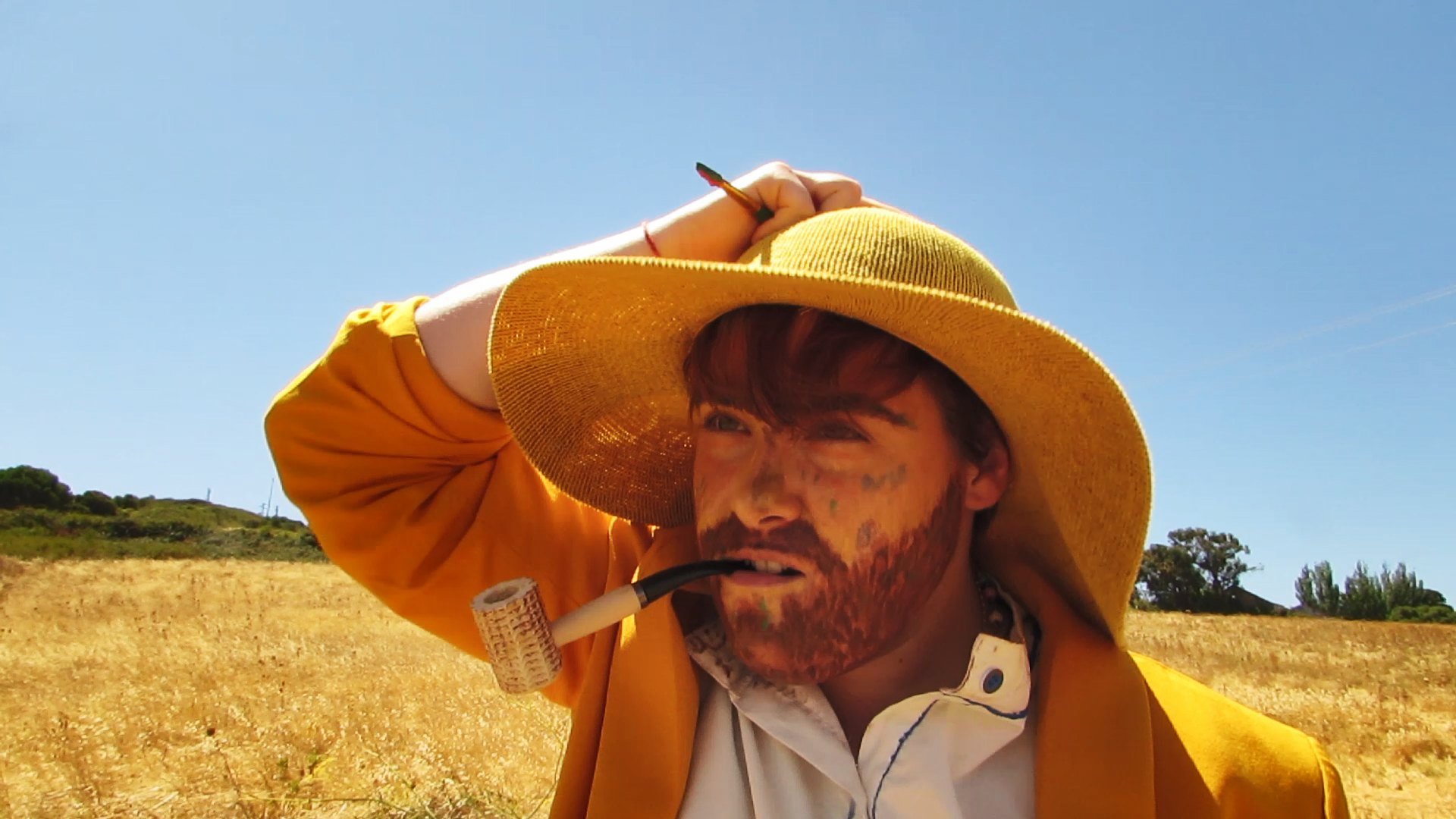
Espectáculo O Evangelho de Van Gogh